# Nogales (Badajoz)
Nogales este un oraș din Spania, situat în provincia Badajoz din comunitatea autonomă Extremadura. Are o populație de 692 de locuitori (2007).